# Lancelot Gittens
Lancelot Gittens (ur. 28 października 1974) – gujański biegacz olimpijski, specjalizujący się w biegach średniodystansowych, oraz biegach przez płotki. Reprezentował swój kraj w biegu na 400 metrów przez płotki podczas Letnich Igrzysk Olimpijskich w 1996 roku, a także w sztafecie 4 × 400 metrów.